# Vato-Foulbé
Pour les articles homonymes, voir Vato-Mossi.
Vato-Foulbé est une localité située dans le département de Tikaré de la province du Bam dans la région Centre-Nord au Burkina Faso. 

## Éducation et santé
Le centre de soins le plus proche de Vato-Foulbé est le centre de santé et de promotion sociale (CSPS) de Vato-Mossi tandis que le centre médical avec antenne chirurgicale (CMA) de la province se trouve à Kongoussi.